# Новиков, Иван Иванович
Иван Иванович Новиков (15 [28] января 1916, Побединский рудник, Рязанская губерния — 30 мая 2014) — советский учёный, специалист в области теплотехники, теплофизики и физики конденсированного состояния. Директор МИФИ (1956—1958), директор Института теплофизики СО АН СССР (1958—1964).
Доктор технических наук (1948), профессор (1949), член-корреспондент АН СССР по Сибирскому отделению (теплотехника) с 28 марта 1958 г., академик РАН (1992) по отделению физико-технических проблем энергетики (теплофизика). Лауреат двух Сталинских премий.

## Биография
После окончания физического факультета МГУ (1939) работал в научных учреждениях ВМФ в области теплофизики и теплотехники.
- 1948—1950 заведующий кафедрой теплофизики Московского энергетического института
- 1950—1956 начальник научно-технического управления министерства среднего машиностроения СССР
- 1956—1958 директор МИФИ
- 1958—1964 директор Института теплофизики Сибирского отделения АН СССР
- 1961—1964 заведующий кафедрой теплофизики Новосибирского государственного университета

Из-за конфликта с М. А. Лаврентьевым вместе с С. А. Христиановичем покинул Новосибирский академгородок.
- 1964—1967 1-й заместитель председателя Государственного комитета стандартов Совета Министров СССР
- 1966—1970 заведующий кафедрой физико-технических измерений ФРТК Московского физико-технического института
- с 1970 заведующий лабораторией электронной микроскопии и физических методов исследований в институте металлургии им. А. А. Байкова АН СССР.

Основные труды по термодинамике газов и твёрдых тел, теории подобия в теплофизике, по исследованию теплофизических свойств теплоносителей и разработке ряда вопросов, связанных с атомной энергией. Автор учебника по термодинамике для студентов энергомашиностроительных и теплотехнических специальностей втузов.
Был женат, имел двоих детей.
Похоронен в Москве на Троекуровском кладбище.

## Труды
- Уравнение состояния реальных газов, М.-Л., 1948 (совм. с М. П. Вукаловичем)
- Прикладная термодинамика и теплопередача, М., 1961 (совм. с К. Д. Воскресенским)
- Техническая термодинамика, 4 изд., М., 1968 (совм. с М. П. Вукаловичем)
- Прикладная магнитная гидродинамика, М., 1969; Термодинамика, М., 1972 (совм. с М. П. Вукаловичем).
- Новиков И. И. Термодинамика. — М.: Машиностроение, 1984. — 592 с. — (Учебное пособие для студентов энергомашиностроительных и теплотехнических специальностей втузов). — 16 000 экз.
- Новиков И. И. Термодинамика. — 2-е, испр.. — СПб.: Лань, 2009. — 589 с. — (Учебные издания для высших учебных заведений). — ISBN 978-5-8114-0987-7.

## Звания и награды
- Доктор технических наук, профессор
- Сталинская премия (1951, 1953)
- Член-корреспондент АН СССР по Сибирскому отделению (теплотехника) с 28 марта 1958 г
- Академик РАН (по отделению физико-технических проблем энергетики (теплофизика) 11 июня 1992 г)
- Орден Ленина (1951)
- Орден Трудового Красного Знамени (1956)
- Орден «Знак Почёта» (1975, 1986)
- Медали

Член Библиотечного совета при Президиуме СО АН СССР (1958—1964).